# Heilige Kruisvindingskerk (Achel)

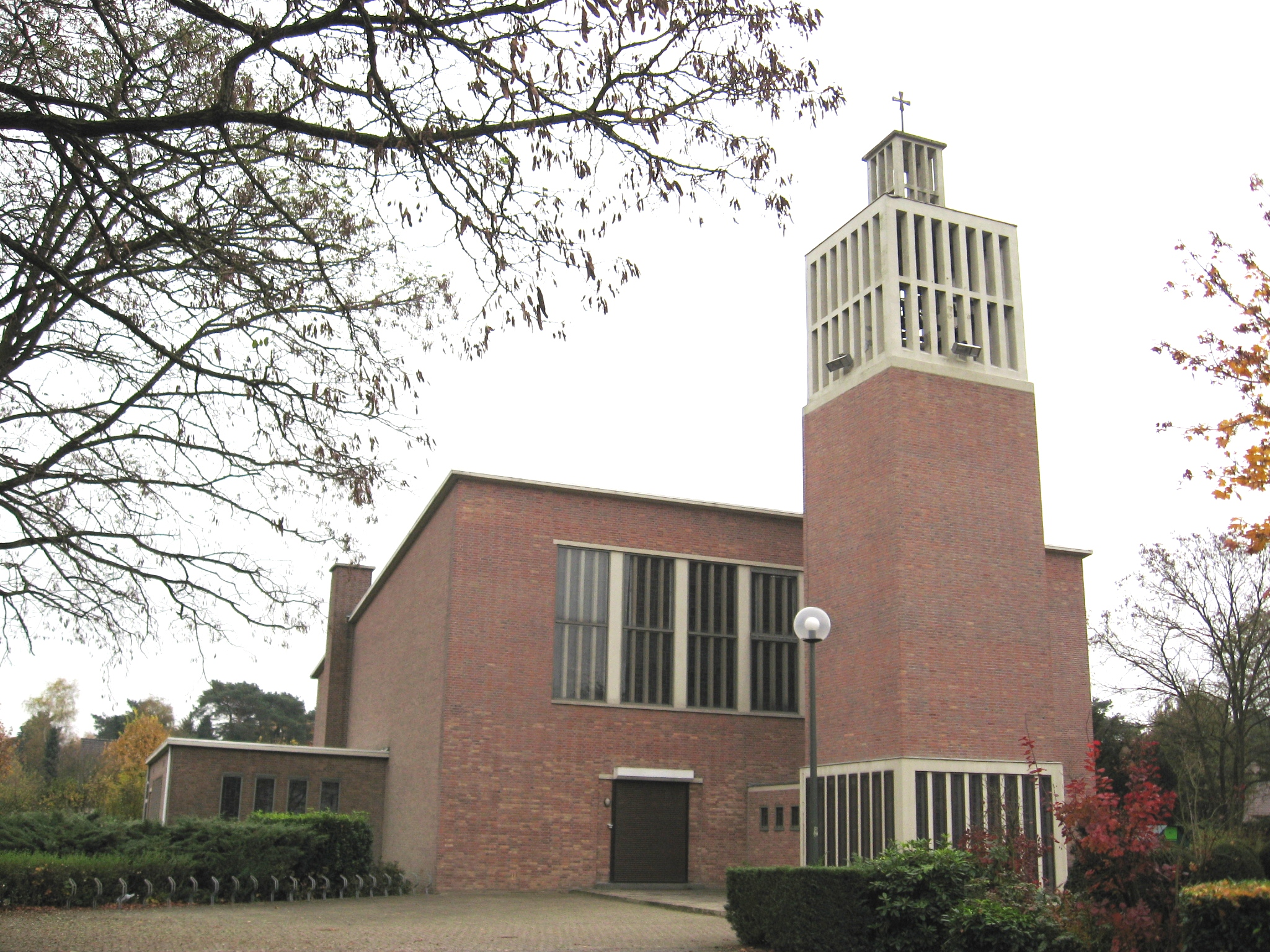
Heilige Kruisvindingskerk

De Heilige Kruisvindingskerk is de parochiekerk van Rodenrijt (ofwel: Achel-Statie), in de Belgische provincie Limburg. Ze bevindt zich aan de Sint-Odilialaan.

## Geschiedenis
Nadat bij het Station Achel een nederzetting was ontstaan, werd de behoefte aan een eigen kerk gevoeld, daar Achel een tweetal kilometer zuidelijker was gelegen.
Op 29 oktober 1950 werd een noodkerk ingezegend in de voormalige quarantainestallen. Op 23 september 1962 werd de eerste steen voor een nieuwe kerk gelegd, en deze steen was afkomstig van een afgebroken machineloods, die op het stationsterrein had gestaan. De kerk werd ontworpen door G. Daniëls. Op 24 augustus 1963 werd ze ingewijd. Ze werd bediend door de Kruisheren van Maaseik, welke een voorkeur had voor genoemde Maaseikse architect.

## Gebouw
Het betreft een rechthoekige zaalkerk, uitgevoerd in baksteen en beton in modernistische stijl, met een afhellend dak. Dezelfde materialen werden gebruikt voor de vrijstaande westtoren, welke vier geledingen omvat.
Het hoofdaltaar in witte steen werd ontworpen door Harry vanden Thillart. De glas-in-loodramen werden vervaardigd door Daan Wildschut. Het huidige orgel stamt uit 1998.